# Дмитриевский, Виталий Петрович
Виталий Петрович Дмитриевский (8 сентября 1924 — 30 сентября 2000) — российский учёный в области физики и техники ускорителей заряженных частиц, создатель первого в мире изохронного циклотрона со спиральной структурой магнитного поля, доктор физико-математических наук, профессор, заслуженный деятель науки РФ (1997).
Родился в селе Кочеток Чугуевского района Харьковской области в семье служащего.
Окончил Днепропетровский индустриальный рабфак, авиационный техникум, 2 курса МАИ и МИФИ (1949, с отличием).
В 1949—1956 гг. работал в ИЯП АН СССР: инженер, младший научный сотрудник, старший научный сотрудник.
С 1956 в Лаборатории ядерных проблем ОИЯИ: начальник сектора, с 1962 по 1992 г. начальник отдела новых ускорителей (который сам создал), с 1992 г. главный научный сотрудник ЛЯП.
Создатель первого в мире изохронного циклотрона со спиральной структурой магнитного поля. Учёными отдела, которым он руководил, защищено 9 докторских и 22 кандидатских диссертации.
С 1950 г. преподавал в МИФИ и МГУ.
Кандидат (1954), доктор (1962) физико-математических наук, старший научный сотрудник (1955), профессор (1965).
В 1979 г. научным советом ОИЯИ выдвигался кандидатом в члены-корреспонденты АН СССР (отделение ядерной физики), но не был избран.
Заслуженный деятель науки РФ (1997). Награждён орденом Трудового Красного Знамени (1965). Член КПСС (1953—1991). Избирался депутатом Московского облсовета.
Сочинения:
- Расчет инжекции и режимов ускорения пучка для сильноточного фазотрона ОИЯИ / С. Б. Ворожцов, В. П. Дмитриевский. — Дубна : ОИЯИ, 1981. — 5 с. : граф.; 21 см. — (Препринт. / Об"ьед. ин-т ядер. исслед. Е9-81-54; ;).
- Динамические характеристики бустера протонного синхротрона на энергию 70 Гэв [Текст] / В. П. Дмитриевский, В. В. Кольга, Н. И. Полумордвинова. — Дубна : ОИЯИ, 1975. — 27 с. : ил.; 21 см.
- Влияние рассеянного магнитного поля, выпускной диафрагмы и многократного рассеяния на газе на параметры выведенного пучка из фазотрона ОИЯИ / В. П. Дмитриевский, Н. Л. Заплатин, В. В. Кольга и др. — Дубна : ОИЯИ, 1987. — 6 с. : ил.; 21 см. — (9-87-723).
- Растяжка пучка фазотрона ОИЯИ в минимуме частотной программы / С. Б. Ворожцов, А. А. Глазов, В. П. Дмитриевский и др. — Дубна : ОИЯИ, 1988. — 8 с. : ил.; 22 см. — (Р9-88-472).
- Бамповый режим в центральной области фазотрона ОИЯИ / С. Б. Ворожцов, В. П. Дмитриевский, Л. М. Онищенко. — Дубна : ОИЯИ, 1984. — 6 с. : граф.; 22 см. — (Сообщ. Объед. ин-та ядер. исслед. Р9-84-25; ;).
- Численное моделирование фазотронного захвата пучка для установки Ф / С. Б. Ворожцов, В. П. Дмитриевский. — Дубна : ОИЯИ, 1980. — 12 с. : ил.; 21 см.
- Высокоэффективный вывод пучка для кольцевого циклотрона высокой интенсивности / В. П. Дмитриевский, В. В. Кольга, Н. И. Полумордвинова. — Дубна : ОИЯИ, 1981. — 7 с., черт.; 22 см.
- «Суперциклотрон» — перспектива дальнейшего развития сильноточных ускорителей фабрик мезонов [Текст] / В. П. Джелепов, В. П. Дмитриевский, В. В. Кольга. — Дубна : ОИЯИ, 1975. — 19 с. : ил.; 21 см.
- Исследования вывода частиц на электронной модели кольцевого циклотрона [Текст] / В. П. Дмитриевский, Б. И. Замолодчиков, Н. Л. Заплатин и др. — [Дубна] : [ОИЯИ], [1973]. — 24 с. : ил.; 21 см.